# مركز سانتيك سنغافورة للمؤتمرات والمعارض
مركز المؤتمرات والمعارض سانتيك سنغافورة، وهو معروف غالبًا باسم سانتيك، وكان يُعرف سابقًا باسم مركز سنغافورة الدولي للمؤتمرات والمعارض، حيث يعد مركزًا للمؤتمرات ويقع في المنطقة المركزية في سنغافورة، داخل مدينة Suntec. تم افتتاحه في 30 أغسطس 1995، ويبلغ إجمالي مساحة الطوابق 42,000 م2 (450,000 قدم2). جُدِد المبنى في الفترة من أكتوبر 2012 إلى يونيو 2013.

## الأحداث
استضاف المركز العديد من الفعاليات المحلية والدولية. في أغسطس 2010، كانت بمثابة مكان للألعاب الأولمبية، واستضافت الأحداث بما في ذلك الملاكمة والمبارزة وكرة اليد والجودو والتايكواندو والمصارعة.  في عام 2022، استضاف المركز الحدث الرياضي الإلكتروني الدولي The International ، والذي تمت استضافته بالاشتراك مع استاد سنغافورة الداخلي.
استضاف المركز أيضًا معارض تجارية ومؤتمرات مهنية، مثل معرض واجتماع طب الأسنان الدولي، ومؤتمر الاتحاد العالمي للعلاج الطبيعي، ومؤتمر الإفلا العالمي للمكتبات والمعلومات.

## الجوائز والتكريم
- 2011، جائزة الابتكار، الرابطة الدولية لمراكز المؤتمرات (AIPC) [9]